# 龙舟 (隋朝)
龙舟，是隋炀帝开辟通济渠时所造的巨大河游船，提供隋炀帝到江都和涿郡航行，605年3月30日，隋炀帝遣黄门侍郎王弘等人到江南建造龙舟和各种船只几万艘，当时洛阳的官吏监督工程严酷急迫，服役的壮丁死去40-50%；政府遂用车装着死去的役丁，东到城皋，北至河阳，载尸之车连绵不断。610年12月隋炀帝又命开凿江南河，自京口至余杭，长800余里，宽10余丈，使之可以通行龙舟。611年2月19日隋炀帝从江都巡游到涿郡，乘坐龙舟，渡过黄河进入永济渠；途中下敕命，令选部、门下、内史、御史四个部门的官员在船前接受挑选，被挑选的有3000余人，有的人徒步随船行走了3000余里，没有得到安置，这些人冻饿疲顿，因而致死的有10-20%。614年10月隋炀帝因杨玄感叛乱时龙舟水殿被烧毁，在江都又下诏再造龙舟水殿，共几千艘，规制比原来的还大，在616年7月8日完工后，运送至洛阳。
据载最初的龙舟上有4重建筑，高45尺，长200尺；最上层是正殿、内殿、东西朝堂；中间两层有120个房间，都用金玉装饰；下层是宫内侍臣住的地方；另有浮景船9艘，船上建筑有3重，都是水上宫殿。还有漾彩、朱鸟、苍螭、白虎、玄武、飞羽、青凫、陵波、五楼、道场、玄坛、板𦪙、黄蔑等几千艘船，供后宫、诸王、公主、百官、僧尼、道士、蕃客乘坐，并装载朝廷内外各机构部门进献的物品。萧皇后乘坐的翔螭舟，其规制比龙舟要小一些。这些船共用挽船的民夫八万余人，其中挽漾彩级以上的有九千余人，称为殿脚。又有平乘、青龙、艨艟、艚艟、八棹、艇舸等几千艘船供12卫士兵乘坐，并装载兵器帐幕，由士兵自挽，不给民夫。舟船首尾相接200余里，灯火照耀江河陆地，骑兵在两岸护卫行进，旌旗蔽野。队伍所经过的州县，500里内都命令进献食物。据记载，多的一州要献食百车；后宫都吃腻的食物，都会扔掉埋起来。